# Copa Libertadores de Futebol de Areia de 2024
A Copa Libertadores de Futebol de Areia de 2024 foi a sétima edição do torneio sul-americano de clubes de futebol de areia. O clube campeão foi o Vasco da Gama. A disputa aconteceu no Estadio Mundialista Los Pynandi em Luque, Paraguai, entre 1 e 8 de dezembro. A competição contou com doze equipes: dez representantes nacionais dos países afiliados à CONMEBOL, um representante do país-sede e o último atual campeão da competição, o San Antonio.
No Brasil, teve transmissão pelos canais fechados BandSports e Sportv 2. Também teve transmissão no Youtube pelo canal oficial da Conmebol Libertadores e pelo Canal GOAT.

## Equipes classificadas
| País                                        | Equipe           | Classificação                        |
| ------------------------------------------- | ---------------- | ------------------------------------ |
| Argentina · (1 vaga)                        | Acassuso         | Campeão do Campeonato AFA 2024       |
| Bolívia · (1 vaga)                          | Palma Verde      | Campeão do Torneio Nacional 2024     |
| Brasil · (1 vaga)                           | Vasco da Gama    | Campeão da Supercopa do Brasil 2024  |
| Colômbia · (1 vaga)                         | Antioquia        | Campeão do Torneio Nacional FCF 2024 |
| Chile · (1 vaga)                            | Camba Pizzero    | Campeão do Campeonato Nacional 2024  |
| Equador · (1 vaga)                          | Playas FC        | Campeão do Campeonato Nacional 2024  |
| Paraguai (1 vaga + 1 local + atual campeão) | San Antonio      | Campeão da Copa Libertadores 2023    |
| Paraguai (1 vaga + 1 local + atual campeão) | Sportivo Luqueño | Campeão da Superliga APF 2024        |
| Paraguai (1 vaga + 1 local + atual campeão) | 24 de Setiembre  | Vice-campeão da Superliga APF 2024   |
| Peru · (1 vaga)                             | Ferrocarril      | Campeão da Primeira Divisão 2024     |
| Uruguai · (1 vaga)                          | Sportivo Cerrito | Campeão do Campeonato Uruguaio 2024  |
| Venezuela · (1 vaga)                        | Centauros        | Campeão da Liga FUTVE Playa 2024     |

## Sede
O Estádio Mundialista Los Pynandi, também conhecido como Arena Pynandi, é um cenário para esportes de praia localizado no Parque Olímpico Paraguaio da cidade de Luque, na Grande Assunção, no Paraguai. Foi construído com o objetivo de sediar a décima edição da Copa do Mundo FIFA de Futebol de Areia de 2019. Possui uma superfície de 5.000 m².
| Estádio Mundialista "Los Pynandi" |
| Capacidade: 3 150                 |
|                                   |

## Árbitros
| Árbitros |
| --- |
| ARG Mariano Romo ARG Carlos Gabriel Maidana BOL Jaimito Suarez BOL Luis Carlos Mojica BRA Luciano Andrade BRA Mayron dos Reis COL Jorge Ivan Gómez COL Ferley Fuentes CHL Cristian Galaz CHL Manuel Marin |

| Árbitros | Árbitros |
| --- | -------- |
| ECU Jean Villamar ECU Brandon Amay PAR Gustavo Dominguez PAR Silvio Coronel PER Alex Valdiviezo PER Micke Palomino URY Ignacio Donato URY Aecio Fernandez URY Lucas Hernandez VEN Darwin Bustos VEN Gerand Rivas |          |

## Fórmula de disputa
A fase de grupos será disputada pelos doze clubes classificados distribuídos em 3 grupos de 4 equipes cada que jogam entre si em turno único dentro de cada grupo. Vitória no tempo regular vale 03 (três) pontos, vitória na prorrogação vale 02 (dois) pontos, enquanto vitória na disputa por pênaltis vale 01 (um) ponto. 
Os times que ocuparem as duas primeiras posições em cada grupo, mais os dois melhores terceiros colocados, se classificarão para as quartas de final, levando em conta os três grupos (1A, 1B, 1C, 2A, 2B, 2C) e as melhores equipes terceiras colocadas).
Os vencedores disputam a Semifinal e posteriormente disputam a grande Final.

### Critério de desempate
1. Confronto direto
  1. Maior número de pontos obtidos nas partidas entre as equipes em questão
  2. Maior saldo de gols obtido nas partidas entre as equipes em questão
  3. Maior número de gols pró (marcados) obtidos nas partidas entre as equipes em questão
2. Maior saldo de gols
3. Maior número de gols pró (marcados)
4. Menor número de cartões vermelhos
5. Menor número de cartões amarelos
6. Sorteio

## Primeira fase
O sorteio da Fase de Grupos ocorreu no dia 11 de novembro de 2024 na sede da Conmebol em Luque, Paraguai.
- Todos os horários correspondem ao horário de Brasília, UTC-3.

### Grupo A
| Time             | P | J | V | V+ | VP | D | GP | GC | SG  |
| ---------------- | - | - | - | -- | -- | - | -- | -- | --- |
| Vasco da Gama    | 9 | 3 | 3 | 0  | 0  | 0 | 28 | 5  | 23  |
| San Antonio      | 6 | 3 | 2 | 0  | 0  | 1 | 12 | 9  | 3   |
| Sportivo Cerrito | 1 | 3 | 0 | 0  | 1  | 2 | 7  | 21 | -14 |
| Playas FC        | 0 | 3 | 0 | 0  | 0  | 3 | 7  | 19 | -12 |

| 1 de dezembro | Vasco da Gama | 13 – 1 | Sportivo Cerrito | Estadio Mundialista Los Pynandi, Luque |
| 09:00         | Luquinhas 1' 21' · Benjamin Jr 3' · Bokinha 8' · Pedro Lucas 9' 25' · Rafinha Amorim 15' · Mauricinho 16' 19' · Rainer André 19' · Jordan 21' 35' · Josep Jr 31' |        | 21' Maverino     | Árbitro: COL Jorge Ivan Gómez          |

| 1 de dezembro | San Antonio                    | 6 – 1 | Playas FC   | Estadio Mundialista Los Pynandi, Luque |
| 10:45         | Marceone · Luraschi · Céspedes |       | Jorge Senge | Árbitro: CHL Cristian Galaz            |

| 2 de dezembro | Vasco da Gama                                                                                 | 10 – 3 | Playas FC                   | Estadio Mundialista Los Pynandi, Luque |
| 09:00         | Josep Jr 3' 27' 36' · Benjamin Jr 5' 22' · Jordan 7' 24' · Mauricinho 16' · Pedro Lucas 21' · |        | 8' Farias · 23' 28' Ernesto | Árbitro: PER Alex Valdiviezo           |

| 2 de dezembro | Sportivo Cerrito      | 3 – 5 | San Antonio                  | Estadio Mundialista Los Pynandi, Luque |
| 10:45         | Facundo Abad · Cedrés |       | Marceone · Luraschi · Medina | Árbitro: ARG Carlos Gabriel Maidana    |

| 3 de dezembro | Playas FC                   | 3 – 3 | Sportivo Cerrito        | Estadio Mundialista Los Pynandi, Luque |
| 09:00         | Muñoz · Rodríguez · Ernesto |       | Facundo Abad · Maverino | Árbitro: PER Micke Palomino            |

|  |       | Penalidades |
|  | 1 – 3 |             |

| 3 de dezembro | San Antonio | 1 – 5 | Vasco da Gama                                                     | Estadio Mundialista Los Pynandi, Luque |
| 10:45         | Hebein 2'   |       | 4' Josep Jr · 6' 31' Mauricinho · 7' Luquinhas · 22' Rafa Padilha | Árbitro: ARG Mariano Romo              |

### Grupo B
| Time            | P | J | V | V+ | VP | D | GP | GC | SG |
| --------------- | - | - | - | -- | -- | - | -- | -- | -- |
| 24 de Setiembre | 6 | 3 | 2 | 0  | 0  | 1 | 12 | 9  | 3  |
| Centauros       | 4 | 3 | 1 | 0  | 1  | 1 | 11 | 11 | 0  |
| Ferrocarril     | 3 | 3 | 1 | 0  | 0  | 2 | 10 | 12 | -2 |
| Camba Pizzero   | 2 | 3 | 0 | 1  | 0  | 2 | 13 | 14 | -1 |

| 1 de dezembro | Centauros                                                | 5 – 6 (pro) | Camba Pizzero                                            | Estadio Mundialista Los Pynandi, Luque |
| 15:00         | Muñoz · Alexander Vaamonde · Renny García · José Semprun |             | Gustavo Benítez · Gabriel Bacian · Hector Tobar · Quinta | Árbitro: BOL Jaimito Suarez            |

| 1 de dezembro | Ferrocarril                          | 3 – 5 | 24 de Setiembre                                      | Estadio Mundialista Los Pynandi, Luque |
| 16:45         | Jhair Lescano · Billyvardo Velezmoro |       | Digão · Soleiman Batis · Caballero · Sócrates (g.c.) | Árbitro: BRA Luciano Andrade           |

| 2 de dezembro | Camba Pizzero            | 3 – 4 | Ferrocarril                            | Estadio Mundialista Los Pynandi, Luque |
| 15:00         | Gustavo Benítez · Quinta |       | Ibañez · Billyvardo Velezmoro · Vargas | Público: URY Aecio Fernandez           |

| 2 de dezembro | Centauros              | 2 – 2 | 24 de Setiembre         | Estadio Mundialista Los Pynandi, Luque |
| 16:45         | Córcega · José Semprun |       | Caballero · Edson Rocha | Árbitro: ARG Mariano Romo              |

|  |       | Penalidades |
|  | 5 – 4 |             |

| 3 de dezembro | Ferrocarril                          | 3 – 4 | Centauros                                   | Estadio Mundialista Los Pynandi, Luque |
| 15:00         | Vargas · Díaz · Billyvardo Velezmoro |       | Carlos Pérez · Carrero · Alexander Vaamonde | Público: COL Ferley Fuentes            |

| 3 de dezembro | 24 de Setiembre                             | 5 – 4 | Camba Pizzero                        | Estadio Mundialista Los Pynandi, Luque |
| 16:45         | Edson Rocha · Medina · Rodrigo Correa · Roa |       | Arce · João Marques · Quinta · Durán | Árbitro: ARG Carlos Gabriel Maidana    |

### Grupo C
| Time             | P | J | V | V+ | VP | D | GP | GC | SG |
| ---------------- | - | - | - | -- | -- | - | -- | -- | -- |
| Sportivo Luqueño | 9 | 3 | 3 | 0  | 0  | 0 | 16 | 9  | 7  |
| Antioquia        | 4 | 3 | 1 | 0  | 1  | 1 | 9  | 12 | -3 |
| Palma Verde      | 3 | 3 | 1 | 0  | 0  | 2 | 12 | 13 | -1 |
| Acassuso         | 0 | 3 | 0 | 0  | 0  | 3 | 13 | 16 | -3 |

| 1 de dezembro | Antioquia              | 3 – 3 | Acassuso            | Estadio Mundialista Los Pynandi, Luque |
| 18:00         | Juan Ossa · Betancourt |       | Holmedilla · Bordon | Árbitro: ECU Brandon Amay              |

|  |       | Penalidades |
|  | 4 – 3 |             |

| 1 de dezembro | Sportivo Luqueño             | 4 – 2 | Palma Verde            | Estadio Mundialista Los Pynandi, Luque |
| 19:45         | Iguinho · Catarino · Alisson |       | Fabricio · Marco López | Árbitro: BRA Mayron dos Reis           |

| 2 de dezembro | Antioquia                                | 4 – 3 | Palma Verde | Estadio Mundialista Los Pynandi, Luque |
| 18:00         | Juan Ossa · Salvador Ardil · David Ardil |       | Fabricio    | Árbitro: URY Lucas Hernandez           |

| 2 de dezembro | Acassuso                            | 5 – 6 | Sportivo Luqueño                 | Estadio Mundialista Los Pynandi, Luque |
| 19:45         | Bordon · Lautaro Benaducci · Sirico |       | Benítez · Enzo Cáceres · Alisson | Árbitro: PER Micke Palomino            |

| 3 de dezembro | Palma Verde                                            | 7 – 5 | Acassuso                            | Estadio Mundialista Los Pynandi, Luque |
| 18:00         | Marciel · Roberto Garzon · Sikinha · Fabricio · Alpiri |       | Sirico · Lautaro Benaducci · Bordon | Árbitro: PER Alex Valdiviezo           |

| 3 de dezembro | Sportivo Luqueño                            | 6 – 2 | Antioquia                  | Estadio Mundialista Los Pynandi, Luque |
| 19:45         | Saul González · Cantero · Benítez · Alisson |       | Juan Ossa · Salvador Ardil | Árbitro: VEN Gerand Rivas              |

### Classificação dos terceiros colocados
| Time             | P | J | V | V+ | VP | D | GP | GC | SG  |
| ---------------- | - | - | - | -- | -- | - | -- | -- | --- |
| Palma Verde      | 3 | 3 | 1 | 0  | 0  | 2 | 12 | 13 | -1  |
| Ferrocarril      | 3 | 3 | 1 | 0  | 0  | 2 | 10 | 12 | -2  |
| Sportivo Cerrito | 1 | 3 | 0 | 0  | 1  | 2 | 7  | 21 | -14 |

## Fase final

### Disputa do décimo primeiro lugar
| 06 de dezembro | Acassuso                            | 3 – 2 | Playas FC        | Estadio Mundialista Los Pynandi, Luque |
| 15:00          | Holmedilla · Gomez Polatti · Sirico |       | Medero · Ernesto | Árbitro: BOL Jaimito Suarez            |

### Disputa do nono lugar
| 06 de dezembro | Sportivo Cerrito                | 6 – 6 | Camba Pizzero                                                             | Estadio Mundialista Los Pynandi, Luque |
| 16:45          | Maverino · Iturriaga · Cedrés · |       | Durán · Eliott Mounoud · Iturriaga (g.c.) · Hector Tobar · Gabriel Bacian | Árbitro: PAR Silvio Coronel            |

|  |       | Penalidades |
|  | 3 – 2 |             |

### Chaveamento geral
|  | Decisão do 5º Lugar    | Decisão do 5º Lugar    | Decisão do 5º Lugar    |  |    | Torneio de consolação | Torneio de consolação | Torneio de consolação |  |    | Quartas de finais | Quartas de finais | Quartas de finais |    |                 | Semifinais       | Semifinais | Semifinais |    |                        | Final                  | Final                  | Final |
|  |                        |                        |                        |  |    |                       |                       |                       |  |    |                   |                   |                   |    |                 |                  |            |            |    |                        |                        |                        |       |
|  |                        |                        |                        |  |    |                       |                       |                       |  |    | 1A                | Vasco da Gama     | 6                 |    |                 |                  |            |            |    |                        |                        |                        |       |
|  |                        |                        |                        |  |    |                       |                       |                       |  |    | 2T                | Ferrocarril       | 4                 |    |                 |                  |            |            |    |                        |                        |                        |       |
|  |                        |                        |                        |  |    | 2T                    | Ferrocarril           | 3                     |  |    |                   |                   |                   |    | 1A              | Vasco da Gama    | 4          |            |    |                        |                        |                        |       |
|  |                        |                        |                        |  |    | 2C                    | Antioquia             | 4                     |  |    |                   |                   |                   |    | 2B              | Centauros        | 2          |            |    |                        |                        |                        |       |
|  |                        |                        |                        |  |    |                       |                       |                       |  | 2B | Centauros         | 4                 |                   |    |                 |                  |            |            |    |                        |                        |                        |       |
|  |                        |                        |                        |  |    |                       |                       |                       |  |    | 2C                | Antioquia         | 2                 |    |                 |                  |            |            |    |                        |                        |                        |       |
|  | 2C                     | Antioquia              | 3                      |  |    |                       |                       |                       |  |    |                   |                   |                   |    |                 |                  |            |            |    | 1A                     | Vasco da Gama          | 5                      |       |
|  | 2A                     | San Antonio            | 5                      |  |    |                       |                       |                       |  |    |                   |                   |                   |    |                 |                  |            |            | 1C | Sportivo Luqueño       | 2                      |                        |       |
|  |                        |                        |                        |  |    |                       |                       |                       |  |    | 1B                | 24 de Setiembre   | 8                 |    |                 |                  |            |            |    |                        |                        |                        |       |
|  |                        |                        |                        |  |    |                       |                       |                       |  |    | 1T                | Palma Verde       | 4                 |    |                 |                  |            |            |    |                        |                        |                        |       |
|  |                        |                        |                        |  | 1T | Palma Verde           | 4                     |                       |  |    |                   |                   |                   | 1B | 24 de Setiembre | 8                |            |            |    |                        |                        |                        |       |
|  | Decisão do 7º colocado | Decisão do 7º colocado | Decisão do 7º colocado |  |    | 2A                    | San Antonio           | 8                     |  |    |                   |                   |                   |    | 1C              | Sportivo Luqueño | 9          |            |    | Decisão do 3º colocado | Decisão do 3º colocado | Decisão do 3º colocado |       |
|  | 2T                     | Ferrocarril            | 5                      |  |    |                       |                       |                       |  |    | 1C                | Sportivo Luqueño  | 5                 |    |                 |                  |            |            |    | 2B                     | Centauros              | 4                      |       |
|  | 1T                     | Palma Verde            | 9                      |  |    |                       |                       |                       |  |    | 2A                | San Antonio       | 2                 |    |                 |                  |            |            |    |                        | 1B                     | 24 de Setiembre        | 3     |

### Quartas de final
| 05 de dezembro | Vasco da Gama                                                                                | 6 – 4 | Ferrocarril                                 | Estadio Mundialista Los Pynandi, Luque |
| 15:00          | Mauricinho 1' · Jordan 1' · Pedro Lucas 10' · Josep Jr 14' · Luquinhas 29' · Benjamin Jr 35' |       | 2' 13' 29' Billyvardo Velezmoro · 3' Ibañez | Árbitro: ARG Carlos Gabriel Maidana    |

| 05 de dezembro | Centauros              | 4 – 2 | Antioquia               | Estadio Mundialista Los Pynandi, Luque |
| 18:30          | Escobar · José Semprun |       | Salvador Ardil · Donado | Árbitro: PAR Gustavo Dominguez         |

| 05 de dezembro | 24 de Setiembre                                   | 8 – 4 | Palma Verde               | Estadio Mundialista Los Pynandi, Luque |
| 16:45          | Martini · Soleiman Batis · Medina · Rodrigo Corre |       | Araújo · Alpiri · Marciel | Árbitro: BRA Luciano Andrade           |

| 05 de dezembro | Sportivo Luqueño                  | 5 – 2 | San Antonio          | Estadio Mundialista Los Pynandi, Luque |
| 20:15          | Benítez · Catarino · Enzo Cáceres |       | Medina · Pedro Morán | Árbitro: PER Alex Valdiviezo           |

### Torneio de consolação
| 06 de dezembro | Ferrocarril                   | 3 – 4 | Antioquia               | Estadio Mundialista Los Pynandi, Luque |
| 18:30          | Billyvardo Velezmoro · Ibañez |       | Salvador Ardil · Donado | Árbitro: ECU Jean Villamar             |

| 06 de dezembro | Palma Verde                  | 4 – 8 | San Antonio                                        | Estadio Mundialista Los Pynandi, Luque |
| 20:15          | Marciel · Jefinho · Fabricio |       | Hebein · Marceone · Rodas · Pedro Morán · Luraschi | Árbitro: VEN Gerand Rivas              |

### Disputa do sétimo lugar
| 07 de dezembro | Ferrocarril                            | 5 – 9 | Palma Verde                                         | Estadio Mundialista Los Pynandi, Luque |
| 16:45          | Díaz · Ibañez · Billyvardo Velezmoro · |       | Marco López · Marciel · Alpiri · Fabricio · Sikinha | Árbitro: PAR Gustavo Dominguez         |

### Disputa do quinto lugar
| 07 de dezembro | Antioquia               | 3 – 5 | San Antonio               | Estadio Mundialista Los Pynandi, Luque |
| 15:00          | Donado · Salvador Ardil |       | Medina · Cáceres · Hebein | Árbitro: BRA Mayron dos Reis           |

### Semifinais
| 07 de dezembro | Vasco da Gama                                          | 4 – 2 | Centauros                          | Estadio Mundialista Los Pynandi, Luque |
| 18:30          | Josep Jr 5' · Mauricinho 6' · Matheus 11' · Jordan 30' |       | 16' Ramos · 35' Alexander Vaamonde | Árbitro: PER Micke Palomino            |

| 07 de dezembro | 24 de Setiembre                            | 8 – 9 | Sportivo Luqueño                               | Estadio Mundialista Los Pynandi, Luque |
| 20:15          | Martínez · Soleiman Batis · Medina · Kuman |       | Cantero · Catarino · Benítez · Alisson · Rolon | Árbitro: ARG Mariano Romo              |

### Disputa do terceiro lugar
| 08 de dezembro | Centauros                                  | 4 – 3 | 24 de Setiembre                | Estadio Mundialista Los Pynandi, Luque |
| 15:00          | César Pinto · Wuinder Muñoz · José Semprun |       | Carlos Ovelar · Alcides Agüero | Árbitro: URY Ignacio Donato            |

### Final
| 08 de dezembro | Vasco da Gama                                          | 5 – 2 | Sportivo Luqueño                    | Estadio Mundialista Los Pynandi, Luque |
| 17:00          | Matheus Show 4' · Bokinha 12' 28' · Mauricinho 20' 27' |       | 15' Catarino · 33' Alisson da Silva | Árbitro: COL Jorge Ivan Gómez          |

## Premiação
| Copa Libertadores de Futebol de Areia de 2024 |
| Brasil                                        |
| --------------------------------------------- |
| Vasco da Gama Campeão (4.º título)            |

## Estatísticas

### Artilharia
| Gols | Jogador              | Equipe           |
| ---- | -------------------- | ---------------- |
| 10   | Billyvardo Velezmoro | Ferrocarril      |
| 9    | Marceone             | San Antonio      |
| 9    | Mauricinho           | Vasco da Gama    |
| 9    | Alisson da Silva     | Sportivo Luqueño |

### Hat-tricks
| Jogador              | Clube            | Adversário       | Placar | Data          |
| -------------------- | ---------------- | ---------------- | ------ | ------------- |
| Céspedes             | San Antonio      | Playas FC        | 6 – 1  | 1 de dezembro |
| Josep Jr             | Vasco da Gama    | Playas FC        | 10 – 3 | 2 de dezembro |
| Marceone             | San Antonio      | Sportivo Cerrito | 5 – 3  | 2 de dezembro |
| Fabricio             | Palma Verde      | Antioquia        | 3 – 4  | 2 de dezembro |
| Alisson              | Sportivo Luqueño | Acassuso         | 6 – 5  | 2 de dezembro |
| Marciel              | Palma Verde      | Acassuso         | 7 – 5  | 3 de dezembro |
| Sirico               | Acassuso         | Palma Verde      | 5 – 7  | 3 de dezembro |
| Benítez              | Sportivo Luqueño | Antioquia        | 6 – 2  | 3 de dezembro |
| Céspedes             | San Antonio      | Playas FC        | 6 – 1  | 3 de dezembro |
| Billyvardo Velezmoro | Ferrocarril      | Vasco da Gama    | 4 – 6  | 5 de dezembro |
| José Semprun         | Centauros        | Antioquia        | 4 – 2  | 5 de dezembro |
| Soleiman Batis       | 24 de Setiembre  | Palma Verde      | 8 – 4  | 5 de dezembro |
| Iturriaga            | Sportivo Cerrito | Camba Pizzero    | 6 – 6  | 6 de dezembro |
| Salvador Ardil       | Antioquia        | Ferrocarril      | 4 – 3  | 6 de dezembro |
| Medina               | San Antonio      | Antioquia        | 5 – 3  | 7 de dezembro |
| Martínez             | 24 de Setiembre  | Sportivo Luqueño | 8 – 9  | 7 de dezembro |
| Soleiman Batis       | 24 de Setiembre  | Sportivo Luqueño | 8 – 9  | 7 de dezembro |
| Alisson              | Sportivo Luqueño | 24 de Setiembre  | 9 – 8  | 7 de dezembro |

### Poker-trick
| Jogador  | Clube       | Adversário  | Placar | Data          |
| -------- | ----------- | ----------- | ------ | ------------- |
| Marceone | San Antonio | Palma Verde | 8 – 4  | 6 de dezembro |
| Sikinha  | Palma Verde | Ferrocarril | 9 – 5  | 7 de dezembro |